# 下达河乡
下达河乡，是中华人民共和国辽宁省辽阳市辽阳县下辖的一个乡镇级行政单位。

## 行政区划
下达河乡下辖以下地区：
柳林子村、炮手沟村、大牛村、下达河村、东新堡村、大西沟村、庙尔沟村和涧溪沟村。